# Харденберг (община)
Харденберг (нидерл.  Hardenberg) — община на северо-востоке провинции Оверэйссел (Нидерланды).

## История
В современном виде община появилась 1 января 2001 года, когда к Харденбергу присоединились общины Аверест и Грамсберген.

## География
Территория общины занимает 317,15 км². На 1 августа 2020 года в общине проживало 61 194 человека.